# Dickblatt

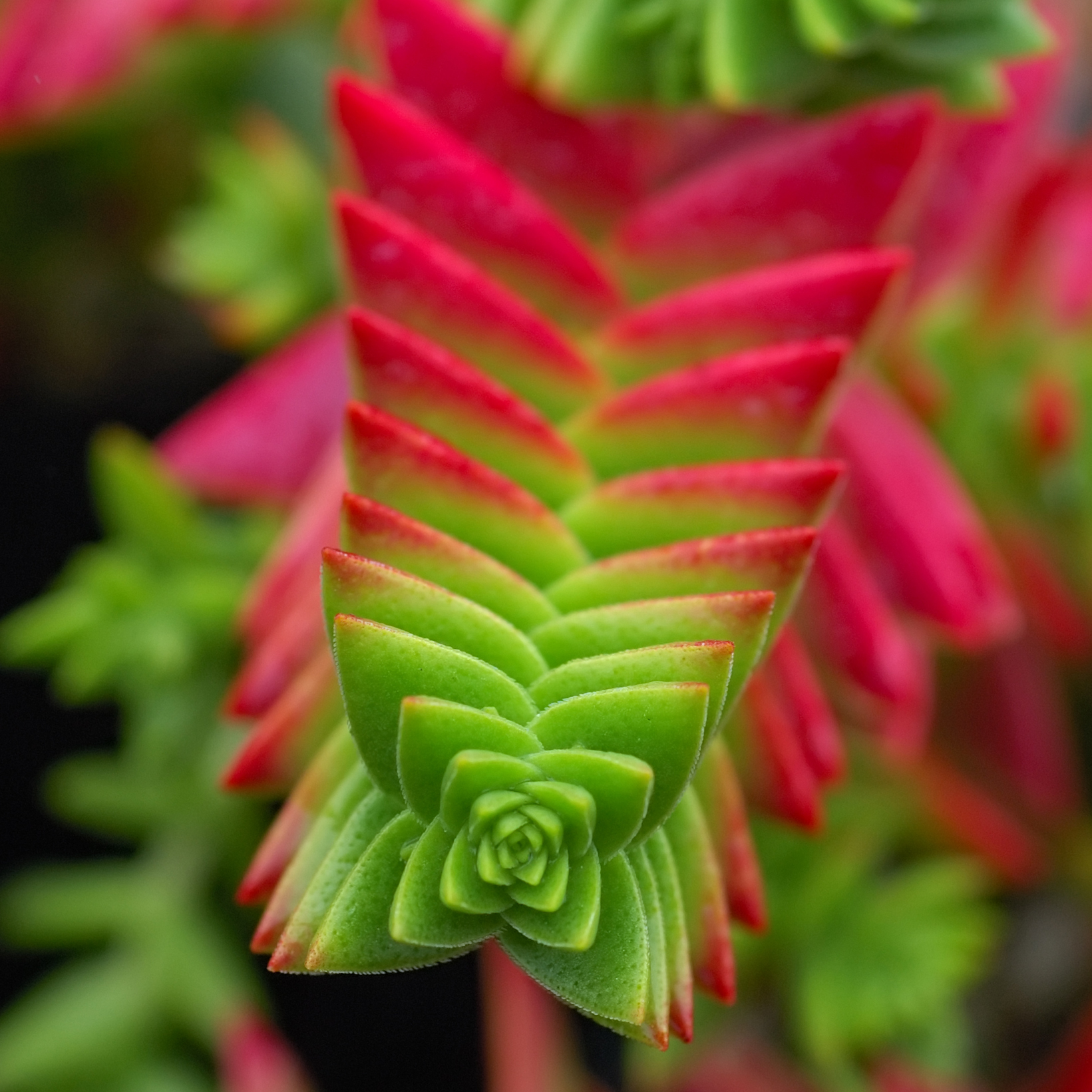
Crassula capitella

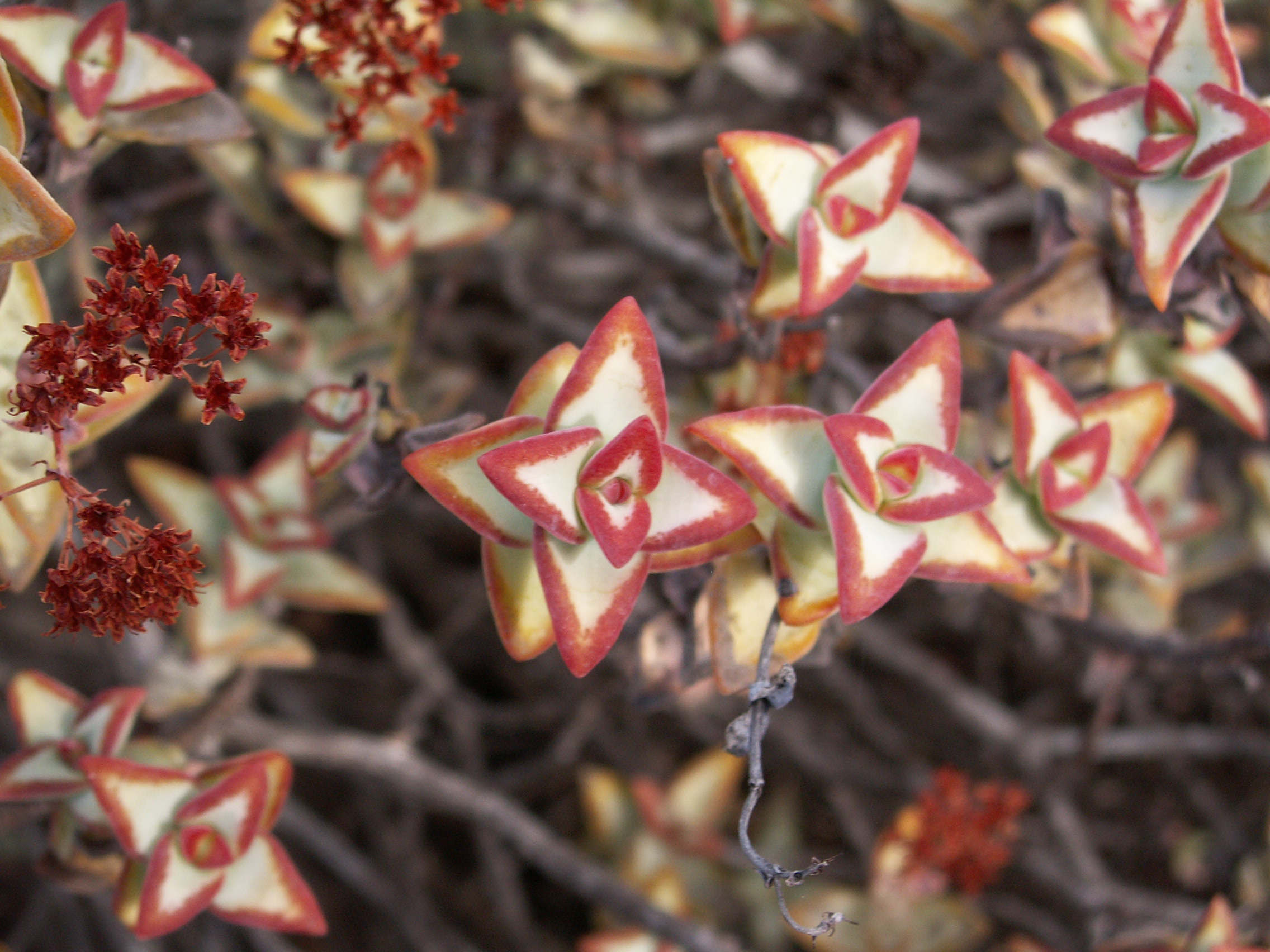
Felsen-Dickblatt (Crassula rupestris)

Dickblatt (Crassula) ist die einzige Pflanzengattung in der Unterfamilie Crassuloideae innerhalb der Familie der Dickblattgewächse (Crassulaceae). Der botanischen Name der Gattung ist vom lateinischen Adjektiv crassus für ‚dick‘ abgeleitet und bezieht sich auf die mehrheitlich sukkulenten Blätter. Ihr Verbreitungsschwerpunkt ist die Kapflora im südlichen Afrika. Sie ist neben der Gattung Sedum die artenreichste Gattung innerhalb der Familie der Dickblattgewächse (Crassulaceae).

## Beschreibung

### Vegetative Merkmale
Die Arten der Gattung Crassula sind einjährige oder mehrjährige krautige Pflanzen, oder zwergige bis baumförmige Sträucher mit Wuchshöhen von bis zu 2,5 Metern. Selten wachsen sie als Knollen-Geophyten. Ihre Wurzeln sind faserig bis fleischig. Die Triebe sind sukkulent, gelegentlich verholzen sie. Die kreuzgegenständig angeordneten Laubblätter sind dicklich fleischig bis membranartig. Die Blätter eines Paares sind an ihre Basis etwas miteinander verwachsen. Sie können ausdauernd oder abfallend, sitzend oder kurz gestielt sein. Die Blätter sind ganzrandig und an ihrer Basis scheidig. Ihre Blattspreite kann kahl, behaart oder warzig sein. Gelegentlich besitzen sie deutlich sichtbare Wasserspalten.

### Generative Merkmale
Der Blütenstand ist ein Thyrsus mit einzelnen bis zahlreichen Dichasien. Teilblütenstände sind gelegentlich zu Knäulen gehäuft. Selten kommen zu Einzelblüten reduzierte Blütenstände vor. Die Brakteen sind häufig blattartig. Ein Blütenstandsstiel kann vorhanden sein oder er ist nur undeutlich ausgeprägt. Die Brakteen sind dann kürzer oder genauso lang wie die Laubblätter. 
Die vier- bis fünfzähligen (selten zwei- bis zwölfzähligen), meist kleinen Blüten sind haplostemon. Die vier bis fünf (selten zwei bis zwölf) Kelchblätter sind an ihrer Basis kurz miteinander verwachsen. Die vier bis fünf (selten zwei bis zwölf) Kronblätter sind ebenfalls an ihrer Basis kurz miteinander verwachsen. An ihre Spitzen befinden sich häufig Anhängsel. Die Staubblätter sind an ihrer Basis mit den Kronblättern verwachsen und stehen alternierend zu ihnen. Die Staubbeutel können aus der Blüte herausragen. Sie besitzen kein endständiges Anhängsel. Die Nektarschüppchen sind flach bis dicklich, die Fruchtblätter sind frei oder leicht in die Blütenachse eingesenkt und verjüngen sich allmählich zu einem kurzen oder langen Griffel mit einzelnen Narben. 
Die ellipsoiden Samen sind glatt oder warzig, wobei die Warzen gelegentlich in Längsreihen angeordnet sind.

## Verbreitung
Die Gattung ist fast ausschließlich in Afrika verbreitet. Ihre größte Artenvielfalt weist sie in der Kapflora auf, wo etwa 150 Arten beheimatet sind. Wenige Arten sind als Sumpf- und Wasserpflanzen über die ganze Welt verbreitet. Von den beiden einzigen in Deutschland heimischen Arten Crassula tillaea und Crassula aquatica gilt letztere dort inzwischen als ausgestorben.

## Systematik
Die Gattung Crassula ist die einzige Gattung in der Unterfamilie der Crassuloideae innerhalb der Familie der Dickblattgewächse (Crassulaceae). Die Erstbeschreibung erfolgte 1753 in Species Plantarum durch Carl von Linné. Als Typpflanze der Gattung wurde Crassula perfoliata L. bestimmt.
Synonyme der Gattung sind unter anderem Bulliarda DC., Combesia A.Rich., Danielia Lem., Dinacria Haw., Globulea Haw., Gomara Adans., Grammanthes DC., Larochea Pers., Rhopalota N.E.Br., Rochea DC., Sphaeritis Eckl. & Zeyh., Tillaeastrum Britton und Vauanthes Haw.
Nach Ernst Jacobus van Jaarsveld (* 1953) gliedert sich die Gattung Crassula in zwei Untergattungen mit 20 Sektionen und den folgenden Arten:
| Crassula subg. Disporocarpa Fisch. & C.A.Mey. - Sektion Helophytum (Eckl. & Zeyh.) Toelken - Crassula aphylla - Crassula aquatica (Wasser-Dickblatt) - Crassula drummondii - Crassula elatinoides - Crassula gemmifera - Crassula granvikii - Crassula hedbergii - Crassula helmsii - Crassula hunua - Crassula inanis - Crassula kirkii - Crassula longipes - Crassula manaia - Crassula mataikona - Crassula minutissima - Crassula moschata - Crassula multicaulis - Crassula natans - Crassula natans var. minus - Crassula natans var. natans - Crassula peduncularis - Crassula ruamahanga - Crassula saginoides - Crassula sinclairii - Crassula solieri - Crassula tuberella - Crassula vaillantii - Crassula venezuelensis - Crassula viridis - Sektion Glomeratae Haw. - Crassula alata - Crassula alata subsp. alata - Crassula alata subsp. pharnaceoides - Crassula basaltica - Crassula bergioides - Crassula campestris - Crassula closiana - Crassula colorata - Crassula colorata var. acuminata - Crassula colorata var. colorata - Crassula colorata var. miriamiae - Crassula connata - Crassula decumbens - Crassula decumbens var. brachyphylla - Crassula decumbens var. decumbens - Crassula dodii - Crassula exserta - Crassula glomerata - Crassula hirsuta - Crassula humbertii - Crassula lanceolata - Crassula lanceolata subsp. denticulata - Crassula lanceolata subsp. lanceolata - Crassula lanceolata subsp. transvaalensis - Crassula minuta - Crassula muscosa - Crassula muscosa var. muscosa - Crassula muscosa var. obtusifolia - Crassula muscosa var. parvula - Crassula muscosa var. polpodacea - Crassula numaisensis - Crassula oblanceolata - Crassula pageae - Crassula phascoides - Crassula qoatlhambensis - Crassula rhodesica - Crassula roggeveldii - Crassula schimperi - Crassula schimperi subsp. phyturus - Crassula schimperi subsp. schimperi - Crassula sieberiana - Crassula sieberiana subsp. rubinea - Crassula sieberiana subsp. sieberiana - Crassula sieberiana subsp. tetramera - Crassula strigosa - Crassula tenuipedicellata - Crassula thunbergiana - Crassula thunbergiana subsp. minutiflora - Crassula thunbergiana subsp. thunbergiana - Crassula tillaea - Crassula umbellata - Sektion Dinacria (Harv.) Schönland - Crassula depressa - Crassula dichotoma - Crassula filiformis - Crassula grammanthoides - Crassula sebaeoides - Sektion Filipedes (Harv.) Schönland - Crassula expansa - Crassula expansa subsp. expansa - Crassula expansa subsp. filicaulis - Crassula expansa subsp. fragilis - Crassula expansa subsp. pyrifolia - Crassula papillosa - Crassula peculiaris - Crassula tenuicaulis - Crassula volkensii - Crassula volkensii subsp. coleae - Crassula volkensii subsp. volkensii - Sektion Deltoideae DC. - Crassula corallina - Crassula corallina subsp. corallina - Crassula corallina subsp. macrorrhiza - Crassula deltoidea - Crassula elsieae - Crassula vestita - Sektion Anacampseroideae Haw. - Crassula alticola - Crassula arborescens - Crassula arborescens subsp. arborescens - Crassula arborescens subsp. undulatifolia - Crassula cordata - Crassula crenulata - Crassula inandensis - Crassula lactea - Crassula multicava - Crassula multicava subsp. floribunda - Crassula multicava subsp. multicava - Crassula ovata (Geldbaum) - Crassula pellucida - Crassula pellucida subsp. alsinoides - Crassula pellucida subsp. brachypetala - Crassula pellucida subsp. marginalis - Crassula pellucida subsp. pellucida - Crassula pellucida subsp. spongiosa - Crassula sarmentosa - Crassula sarmentosa var. integrifolia - Crassula sarmentosa var. sarmentosa - Crassula spathulata - Crassula streyi - Sektion Petrogeton (Eckl. & Zeyh.) Walp. - Crassula alcicornis - Crassula capensis - Crassula capensis var. albertiniae - Crassula capensis var. capensis - Crassula capensis var. promontorii - Crassula dentata - Crassula nemorosa - Crassula saxifraga - Crassula simulans - Crassula umbella - Crassula umbraticola - Sektion Galpiniflorae Toelken - Crassula peploides - Sektion Acutifoliae (Schönland) Toelken - Crassula biplanata - Crassula dependens - Crassula ericoides - Crassula ericoides subsp. ericoides - Crassula ericoides subsp. torulosa - Crassula planifolia - Crassula sarcocaulis - Crassula sarcocaulis subsp. rupicola - Crassula sarcocaulis subsp. sarcocaulis - Crassula tetragona - Crassula tetragona subsp. acutifolia - Crassula tetragona subsp. connivens - Crassula tetragona subsp. lignescens - Crassula tetragona subsp. robusta - Crassula tetragona subsp. rudis - Crassula tetragona subsp. tetragona |  | Crassula subg. Crassula - Sektion Squamulosae Haw. - Crassula muricata - Crassula pallens - Crassula pruinosa - Crassula pustulata - Crassula rudolfii - Crassula scabra - Crassula whiteheadii - Sektion Subulares Haw. ex DC. - Crassula ciliata - Crassula cymosa - Crassula lasiantha - Crassula multiflora - Crassula multiflora subsp. leucantha - Crassula multiflora subsp. multiflora - Crassula subulata - Crassula subulata var. fastigiata - Crassula subulata var. hispida - Crassula subulata var. subulata - Sektion Curtogyne (Haw.) Toelken - Crassula dejecta - Crassula fallax - Crassula flava - Crassula rubricaulis - Sektion Kalosanthes (Haw.) Toelken - Crassula coccinea - Crassula fascicularis - Crassula obtusa - Sektion Rosulares Haw. - Crassula acinaciformis - Crassula alba - Crassula alba var. alba - Crassula alba var. pallida - Crassula alba var. parvisepala - Crassula barbata - Crassula barbata subsp. barbata - Crassula barbata subsp. broomii - Crassula brachystachya - Crassula capitella - Crassula capitella subsp. capitella - Crassula capitella subsp. meyeri - Crassula capitella subsp. nodulosa - Crassula capitella subsp. sessilicymula - Crassula capitella subsp. thyrsiflora - Crassula compacta - Crassula cremnophila - Crassula cymbiformis - Crassula exilis - Crassula exilis subsp. cooperi - Crassula exilis subsp. exilis - Crassula exilis subsp. sedifolia - Crassula flanaganii - Crassula hemisphaerica - Crassula intermedia - Crassula luederitzii - Crassula montana - Crassula montana subsp. montana - Crassula montana subsp. quadrangularis - Crassula natalensis - Crassula obovata - Crassula obovata var. dregeana - Crassula obovata var. obovata - Crassula orbicularis - Crassula pseudohemisphaerica - Crassula sediflora - Crassula sediflora var. amatolica - Crassula sediflora var. sediflora - Crassula setulosa - Crassula setulosa var. deminuta - Crassula setulosa var. jenkinsii - Crassula setulosa var. longiciliata - Crassula setulosa var. rubra - Crassula setulosa var. setulosa - Crassula socialis - Crassula southii - Crassula southii subsp. southii - Crassula southii subsp. sphaerocephala - Crassula tabularis - Crassula tomentosa - Crassula tomentosa var. glabrifolia - Crassula tomentosa var. tomentosa - Crassula vaginata - Crassula vaginata subsp. minuta - Crassula vaginata subsp. vaginata - Sektion Perfilatae Haw. ex DC. - Crassula badspoortensis - Crassula brevifolia - Crassula brevifolia subsp. brevifolia - Crassula brevifolia subsp. psammophila - Crassula fusca - Crassula macowaniana - Crassula perforata - Crassula rupestris (Felsen-Dickblatt) - Crassula rupestris subsp. commutata - Crassula rupestris subsp. marnieriana - Crassula rupestris subsp. rupestris - Crassula sladenii - Sektion Columnares Haw. ex DC. - Crassula alpestris - Crassula alpestris subsp. alpestris - Crassula alpestris subsp. massonii - Crassula barklyi - Crassula columnaris - Crassula columnaris subsp. columnaris - Crassula columnaris subsp. prolifera - Crassula congesta - Crassula congesta subsp. congesta - Crassula congesta subsp. laticephala - Crassula eps - Crassula pyramidalis - Sektion Argyrophyllae (Schönland) Toelken - Crassula alstonii - Crassula aurusbergensis - Crassula ausensis - Crassula ausensis subsp. ausensis - Crassula ausensis subsp. giessii - Crassula ausensis subsp. titanopsis - Crassula decidua - Crassula garibina - Crassula garibina subsp. garibina - Crassula garibina subsp. glabra - Crassula globularioides - Crassula globularioides subsp. globularioides - Crassula globularioides subsp. illichiana - Crassula hirtipes - Crassula lanuginosa - Crassula lanuginosa var. lanuginosa - Crassula lanuginosa var. pachystemon - Crassula leachii - Crassula mesembrianthemopsis - Crassula morrumbalensis - Crassula namaquensis - Crassula namaquensis subsp. comptonii - Crassula namaquensis subsp. lutea - Crassula namaquensis subsp. namaquensis - Crassula sericea - Crassula sericea var. hottentotta - Crassula sericea var. sericea - Crassula sericea var. velutina - Crassula susannae - Crassula swaziensis - Crassula tecta - Crassula zombensis - Sektion Arta (Schönland) Toelken - Crassula columella - Crassula deceptor - Crassula elegans - Crassula elegans subsp. elegans - Crassula elegans subsp. namibensis - Crassula grisea - Sektion Crassula - Crassula perfoliata - Crassula perfoliata var. coccinea - Crassula perfoliata var. heterotricha - Crassula perfoliata var. minor - Crassula plegmatoides - Crassula perfoliata var. perfoliata - Sektion Globulea (Haw.) Harv. - Crassula ammophila - Crassula atropurpurea - Crassula atropurpurea var. anomala - Crassula atropurpurea var. atropurpurea - Crassula atropurpurea var. cultriformis - Crassula atropurpurea var. purcellii - Crassula atropurpurea var. rubella - Crassula atropurpurea var. watermeyeri - Crassula clavata - Crassula cotyledonis - Crassula cultrata - Crassula latibracteata - Crassula mesembryanthoides - Crassula mesembryanthoides subsp. hispida - Crassula mesembryanthoides subsp. mesembryanthoides - Crassula mollis - Crassula nudicaulis - Crassula nudicaulis var. herrei - Crassula nudicaulis var. nudicaulis - Crassula nudicaulis var. platyphylla - Crassula pubescens - Crassula pubescens subsp. pubescens - Crassula pubescens subsp. radicans - Crassula pubescens subsp. rattrayis - Crassula rogersii - Crassula subacaulis - Crassula subacaulis subsp. erosula - Crassula subacaulis subsp. subacaulis - Crassula subaphylla - Crassula subaphylla var. subaphylla - Crassula subaphylla var. virgata |

Von unklarer Zuordnung sind die Arten Crassula cordifolia, Crassula micans und Crassula schmidtii. Darüber hinaus gibt es die Hybride Crassula × justi-corderoyi.

## Nachweise